# Хор имени Александра Кошица
Хор имени Александра Кошица (укр. Хор імені Олександра Кошиця) — украинский канадский хор, названный в честь первого дирижёра хора А. А. Кошица. В 1992 году хор был отмечен Шевченковской премией за популяризацию украинского хорового искусства.
Хор был создан в 1919 году по решению правительства Директории под названием Украинская республиканская капелла. С января 1921 капелла получает название «Украинский национальный хор». Репертуара хора — классические произведения А. Веделя, Д. Бортнянского, М. Лысенко, К. Стеценко.

## Первый состав хора
Первый состав хора включал в себя:
- Дирижёр — Кошиц Александр;
- Помощник дирижёра — Щуровский Платонида;
- Профессор пения — Тучапский Григорий;
- Сопрано: Артемева А., Аверянова С., Гаевская С., Георгиевская Т., Горская Е., Копачук А., Кириченко Ю. Литвин Т., Орисик М., Приходько О., Терпило М., Туркало В.
- Альты: Антонович А., Броунс Н., Цapьгopoдcькa Н., Чабаненко Е., Чеховская С., Чёрная Н., Гордаш Н., Якуненко К., Колодиивна С., Машкевич Н., Приемский М., Радченко В., Здориченко К.
- Теноры: Базилевич Ф., Безручко Л., Брень Ю., Горянский Е., Городисский Е., Кириченко Ю., Королевич П., Козловский Ф., Кучеров М., Кирчив Г., Леона Г., Левицкий Д., Миронюк Д., Пеленский А., Сорочинская Л., Шевченко В., Татаров Ю., Татаров Л., Троицкий Л.
- Басы: Чеховский А., Дьяченко Г., Кузьмин Н., Ордынский П., Пасько В., Педа А., Стеценко П., Судак В., разложившийся А., разложившийся И., разложившийся С., Бучковський И., Корсуновский П., Литвин Х., Миколайчук К., Петренко М., Рейвахивський Ф., Рощахивський М., Шандровский Г., Андриевский В., Чавдар В., Костецкий М., Зражевский И.
- Канцелярия: Приходько О., Курчинский О., Винцковский Ю., Кизима А., Ватич Анна, Сочинский В., Вахнянин О., Чайковский М.